# WTA Challenger de Montevidéu
O WTA Challenger de Montevidéu  – ou Montevideo Open, atualmente – é um torneio de tênis profissional feminino, de nível WTA 125.
Realizado em Montevidéu, capital do Uruguai, estreou em 2021. Atualmente os jogos são disputados em quadras de saibro durante o mês de dezembro.

## Finais

### Simples
| Ano  | Campeã         | Vice-campeã     | Resultado     |
| ---- | -------------- | --------------- | ------------- |
| 2023 | Renata Zarazúa | Diane Parry     | 7–5, 3–6, 6–4 |
| 2022 | Diana Shnaider | Léolia Jeanjean | 6–4, 6–4      |
| 2021 | Diane Parry    | Panna Udvardy   | 6–3, 6–2      |

### Duplas
| Ano  | Campeãs                              | Vice-campeãs                         | Resultado         |
| ---- | ------------------------------------ | ------------------------------------ | ----------------- |
| 2023 | María Lourdes Carlé Julia Riera      | Freya Christie Yuliana Lizarazo      | 7–65, 7–5         |
| 2022 | Ingrid Gamarra Martins Luisa Stefani | Quinn Gleason Elixane Lechemia       | 7–5, 66–7, [10–6] |
| 2021 | Irina Bara Ekaterine Gorgodze        | Carolina Alves Marina Bassols Ribera | 6–4, 6–3          |